# Aldo Rizzo
Aldo Rizzo, né à Palerme le 24 mai 1935, mort à Palerme le 9 novembre 2021, est un magistrat et homme politique italien. Membre de la Gauche indépendante, il est maire de Palerme et député national.

## Biographie
Juge d'instruction au début des années 1970, il traite le dossier de l'enlèvement de Luciano Cassino en 1974 et est procureur dans le procès pour l'assassinat du magistrat Pietro Scaglione, assassiné en 1971 par la mafia.
il est élu à la Chambre des députés avec la Gauche indépendante lors des élections générales de 1979 pour le collège Est de la Sicile. Il est réélu en 1983 et 1987.  
Élu entretemps comme indépendant sur la liste PCI puis sur la liste PDS au conseil municipal de Palerme, il est désigné vice-maire du démocrate-chrétien Leoluca Orlando lors de la junte du "printemps de Palerme", ouverte à la gauche et aux Verts. 
En mars 1992, déchu de son poste de député, il quitte le PDS dont il était président régional en Sicile.  
En juin 1992, il devient maire de Palerme, le premier issu de la gauche après 45 ans de règne de la démocratie chrétienne. Il dirige durant un an la ville qui est secoué par les deux attentats mortels contre les juges antimafia Giovanni Falcone et Paolo Borsellino. Il démissionne éphémèrement en signe de protestation.
Redevenu magistrat, il siège plus tard au Conseil supérieur de la magistrature et préside la troisième section pénale de la Cour suprême de cassation.